# Sitio de Cádiz
El asedio de Cádiz es como se le conoce al sitio de Cádiz y San Fernando que tuvo lugar el 5 de febrero de 1810 tras la derrota en la batalla del Portazgo del ejército napoleónico, estableciendo un cerco a la ciudad de Cádiz y San Fernando hasta el  24 de agosto de 1812.
Tras la ocupación de Madrid el 23 de marzo de 1808, San Fernando (cerca de Cádiz) se convirtió en sede del gobierno español, siendo atacadas ambas localidades por sesenta mil soldados franceses bajo el mando del mariscal Claude Victor, siendo uno de los más importantes sitios de la guerra. La defensa de la ciudad estuvo a cargo de dos mil soldados españoles, reforzados posteriormente por otros diez mil, así como por tropas británicas y portuguesas.
Durante el asedio, que duró dos años y medio, las Cortes Generales del Gobierno en Cádiz (Cortes de Cádiz) elaboraron una nueva constitución para reducir el poder de la monarquía, una constitución finalmente revocada por Fernando VII. En octubre de 1810 se envió para socorrer Cádiz un ejército anglo-español de socorro puesto en vigor tras la desastrosa batalla de Fuengirola. Un segundo intento de socorro se hizo desde Tarifa en 1811, sin embargo, a pesar de derrotar al ejército francés dirigido por el Mariscal Claude Victor en la batalla de la Barrosa, el sitio no se levantó. 
En 1812, tras la batalla de Salamanca y de García Hernández, las tropas francesas se vieron obligadas a retirarse de Andalucía, ante el temor de verse cercadas por los ejércitos aliados. La derrota en Cádiz de las tropas francesas contribuyó a la liberación de España de la ocupación francesa, debido a la supervivencia del Gobierno español y a la utilización de Cádiz como base por las fuerzas aliadas.

## Preludio de la batalla
A principios de 1800 la guerra se estaba gestando entre Napoleón I y el zar ruso Alejandro I. Napoleón vio los intereses comunes de Gran Bretaña y Rusia como una amenaza. El duque de Cadore, asesor del emperador de los franceses, recomendó que los puertos de Europa permanecieran cerrados a los británicos, afirmando que 

Una vez en Cádiz, señor, usted estará en una posición de descanso o bien para fortalecer los lazos con Rusia.
Jean de Dieu Soult

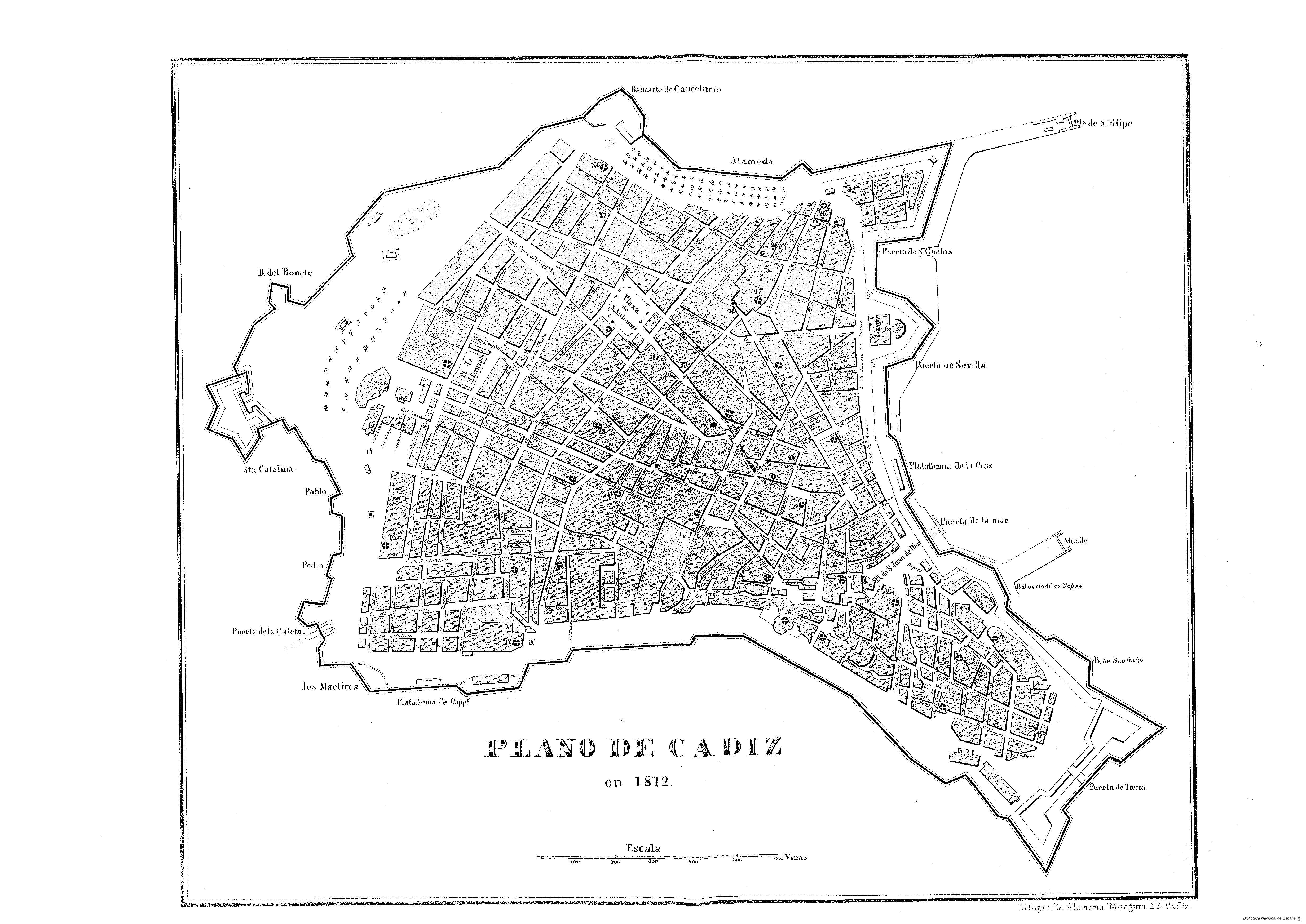
Plano de Cádiz en 1812.

Nicolás Soult y su ejército francés invadieron Portugal en 1809, pero fueron derrotados por Arthur Wellesley en Oporto el 12 de mayo. Los ejércitos británico y español avanzaron en la España peninsular. Sin embargo, por la falta de fe en el ejército español, Wellesley se vio obligado a retirarse a Portugal después de las derrotas españolas en la batalla de Ocaña y la batalla de Alba de Tormes. En 1810 la guerra había llegado a un punto muerto. Las posiciones españolas y portuguesas fueron reforzadas por Wellesley con la construcción de las líneas de Torres Vedras, y el resto de las fuerzas españolas se vio obligado a defender el gobierno español en San Fernando y Cádiz contra el Ejército de Soult de Andalucía.

## Sitio

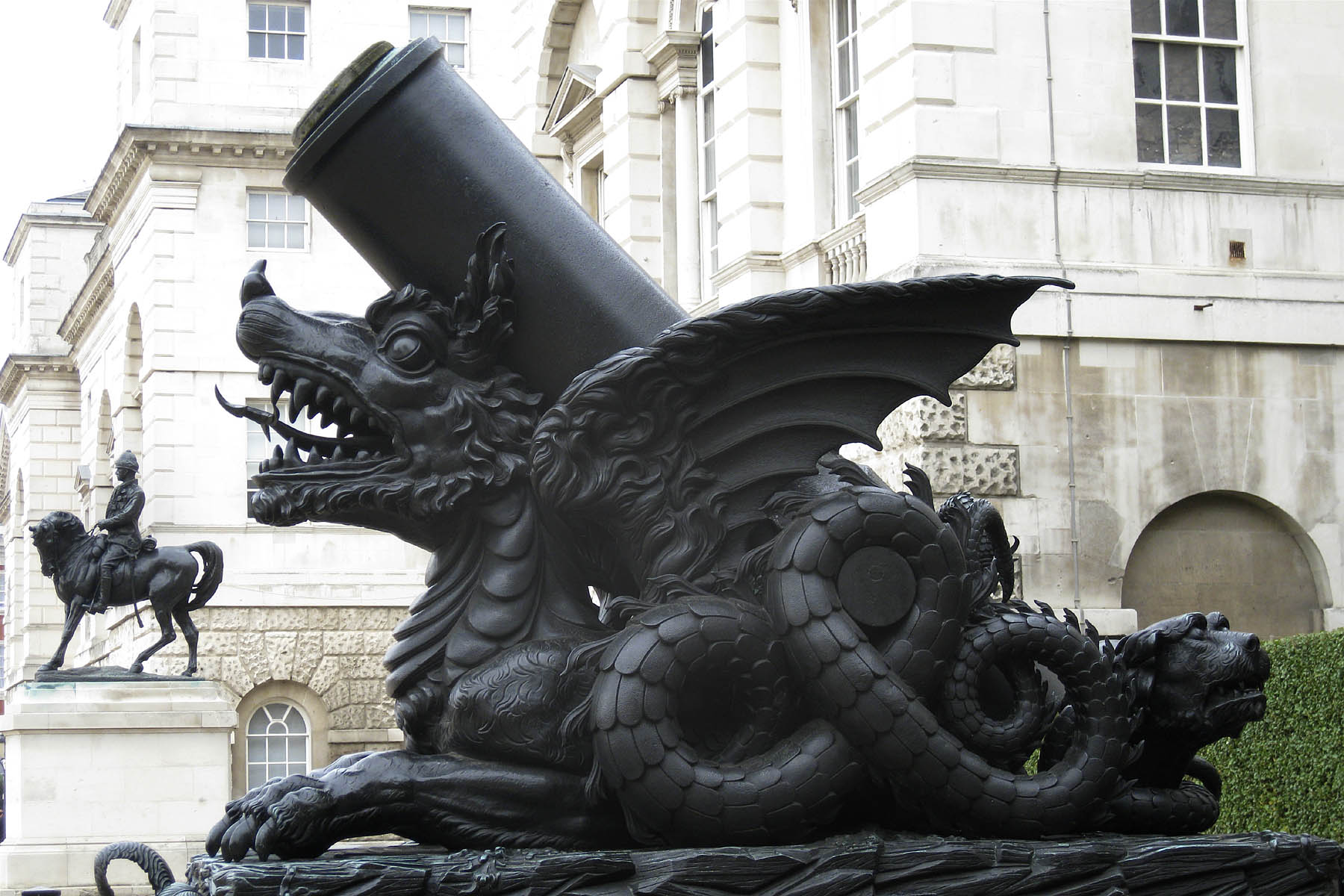
Una de las piezas de artillería francesas utilizadas en el asedio de Cádiz se conserva en Londres, en el llamado "Cadiz Memorial"

La ciudad de Cádiz y la de San Fernando (entonces llamada Real Villa de la Isla de León) fueron rodeados por los ejércitos de Soult y Claude Victor, atrincheradas en Chiclana de la Frontera, Puerto Real y El Puerto de Santa María, poblaciones de la Bahía de Cádiz situadas en un semicírculo alrededor de la ciudad. En el caso de la primera posición, Chiclana, sólo una zona de marismas y el Caño de Sancti Petri separaban las fuerzas francesas de los ejércitos aliados acantonados en San Fernando. Inicialmente, el 5 de febrero los franceses enviaron un emisario pidiendo la rendición de las dos plazas, sin embargo esta fue rechazada. Dando comienzo el 6 de febrero un asalto a la cabeza defensiva del puente Zuazo, conocida como la Batalla del Portazgo, supuso una derrota para el ejército francés que ante la imposibilidad de tomar la plaza decide establecer un cerco iniciando así el asedio a Cádiz. El ejército francés se dedicó durante los dos años que duraría el asedio a bombardear las dos urbes, utilizando las piezas de artillería más potentes de la época, como los morteros Grand  (el mortero Grand fue colocado en St. James’s Park, Londres, como un regalo a los británicos en honor del duque de Wellington, que tuvieron que ser abandonados tras la retirada francesa y que tenían un alcance de hasta tres kilómetros, algo impensable hasta entonces. Los franceses continuaron bombardeando Cádiz y San Fernando hasta finales de 1810, sin embargo la distancia extrema desde la disparaban disminuyó el efecto de los bombardeos.
El terreno que rodea las sólidas fortificaciones gaditanas, terrenos fangosos de marismas surcados por caños como el de Sancti Petri, le resultó a las tropas napoleónicas imposible de atravesar, lo que dificultó las operaciones militares, además de sufrir también la falta de suministros y, en particular, la carencia de municiones, sin contar el desgaste que la guerrilla española hacía en la retaguardia francesa, lo que dificultaba las comunicaciones internas con el resto de Andalucía. En muchas ocasiones, los franceses se vieron obligados a enviar escoltas de 150-200 hombres para custodiar los correos y los convoyes de suministros en el interior.

El sitio francés de Cádiz fue en gran parte ilusorio. No había ninguna esperanza real de que alguna vez tomaran el lugar. Mucho más real era el asedio del ejército francés en Andalucía. Las fuerzas españolas de las montañas de Murcia constantemente acosaban la parte oriental de la provincia. Con frecuencia eran derrotados, pero siempre reforzados. Un ejército irregular al mando del general Francisco Ballesteros operaba dentro de la propia Andalucía. Soult en varias ocasiones envió columnas en su contra. Siempre se escapó. ... El dominio francés estaba seguro sólo en las llanuras del Guadalquivir y en Sevilla.

Los refuerzos franceses continuaron llegando hasta el 20 de abril; la captura de un fuerte español que custodiaba el camino hasta Puerto Real contribuyó a facilitar la llegada de estas fuerzas. Este fuerte capturado proporcionó a los franceses un enclave desde el que controlar la entrada y salida de barcos del Arsenal de la Carraca, puerto militar de San Fernando. Durante 1811, las fuerzas de Claude Víctor eran continuamente limitadas, debido a las peticiones de refuerzo de Soult para apoyar a las fuerzas que sitiaban Badajoz. La salida de entre 20.000 y 15.000 soldados franceses, animó a los defensores de Cádiz y San Fernando a intentar una incursión en zona francesa. La salida de 4.000 soldados españoles, bajo el mando del general José Pascual de Zayas, fue organizada al mismo tiempo que la llegada de un ejército anglo-español de socorro, integrado por unos 16.000 soldados, que desembarcó a 50 kilómetros al sur de Tarifa. Esta fuerza anglo-española estaba bajo el mando del general español Manuel de La Peña, a la que se unió el contingente británico dirigido por el teniente general Thomas Graham. El 21 de febrero de 1811, el mal tiempo en Tarifa obligó a las tropas a entrar en Algeciras el día 23. Finalmente, el 28 de febrero, las fuerzas aliadas comenzaron la marcha en dirección a Cádiz. Este grupo se enfrentó, cerca de la playa de la Barrosa, con un destacamento francés, compuesto por dos regimientos. Aunque tácticamente este enfrentamiento fue victoria de la fuerza aliada, con un águila del regimiento francés capturado, estratégicamente el resultado fue indeciso.
De abril a agosto de 1811, entre 2.000 y 3.000 hombres continuaron operando en la zona. El 26 de octubre, los buques británicos procedentes de Gibraltar destruyeron las posiciones francesas en El Puerto de Santa María, matando al comandante de artillería francés Alexandre-Antoine Hureau de Senarmont. Un intento de Claude Victor para aplastar a la pequeña guarnición anglo-española de Tarifa, durante el invierno de 1811-1812, se vio frustrado por las lluvias torrenciales y una obstinada defensa, marcando el fin de las operaciones francesas contra los exteriores de la ciudad.
El 22 de julio de 1812, Wellington obtuvo en Salamanca una victoria táctica sobre las tropas al mando de Auguste Marmont. El ejército hispano-anglo-portugués entró en Madrid el 12 de agosto y desde allí avanzó hacia Burgos. Dándose cuenta de que su ejército corría el peligro de ser aislado, Soult ordenó la retirada de Cádiz, saliendo de tierras gaditanas el 24 de agosto. Después de un bombardeo de la artillería, los franceses colocaron juntas las bocas de más de 600 cañones, a fin de destruirlos. Aunque estas armas no pudieron ser utilizadas por los españoles y los británicos, las fuerzas aliadas capturaron 30 lanchas cañoneras y una gran cantidad de tiendas. En su retirada los ejércitos aliados derrotarían a los franceses en la Batalla del Puente de Triana.